# Bob Seger/Diskografie
Diese Diskografie ist eine Übersicht über die musikalischen Werke des US-amerikanischen Rockmusikers Bob Seger. Den Schallplattenauszeichnungen zufolge hat er bisher mehr als 55,7 Millionen Tonträger verkauft, davon alleine in seinem Heimatland über 52,5 Millionen. Seine erfolgreichste Veröffentlichung ist die Kompilation Greatest Hits mit über neun Millionen verkauften Einheiten.

## Alben

### Studioalben
| Jahr                                   | Titel                 | Höchstplatzierung, Gesamtwochen, AuszeichnungChartplatzierungen (Jahr, Titel, Platzierungen, Wochen, Auszeichnungen, Anmerkungen) | Höchstplatzierung, Gesamtwochen, AuszeichnungChartplatzierungen (Jahr, Titel, Platzierungen, Wochen, Auszeichnungen, Anmerkungen) | Höchstplatzierung, Gesamtwochen, AuszeichnungChartplatzierungen (Jahr, Titel, Platzierungen, Wochen, Auszeichnungen, Anmerkungen) | Höchstplatzierung, Gesamtwochen, AuszeichnungChartplatzierungen (Jahr, Titel, Platzierungen, Wochen, Auszeichnungen, Anmerkungen) | Höchstplatzierung, Gesamtwochen, AuszeichnungChartplatzierungen (Jahr, Titel, Platzierungen, Wochen, Auszeichnungen, Anmerkungen) | Anmerkungen                              |
| Jahr                                   | Titel                 | DE | AT | CH | UK | US | Anmerkungen                              |
| -------------------------------------- | --------------------- | --- | --- | --- | --- | --- | ---------------------------------------- |
| als The Bob Seger System               |                       | | | | | |                                          |
|                                        |                       | | | | | |                                          |
| 1969                                   | Ramblin’ Gamblin’ Man | — | — | — | — | US62 (10 Wo.)US | Erstveröffentlichung: Januar 1969        |
| 1969                                   | Noah                  | — | — | — | — | — | Erstveröffentlichung: September 1969     |
| 1970                                   | Mongrel               | — | — | — | — | US171 (4 Wo.)US | Erstveröffentlichung: August 1970        |
| als Bob Seger                          |                       | | | | | |                                          |
|                                        |                       | | | | | |                                          |
| 1971                                   | Brand New Morning     | — | — | — | — | — | Erstveröffentlichung: Oktober 1971       |
| 1972                                   | Smokin’ O.P.’s        | — | — | — | — | US180 (11 Wo.)US | Erstveröffentlichung: August 1972        |
| 1973                                   | Back in ’72           | — | — | — | — | US188 (6 Wo.)US | Erstveröffentlichung: Januar 1973        |
| 1974                                   | Seven                 | — | — | — | — | — | Erstveröffentlichung: März 1974          |
| 1975                                   | Beautiful Loser       | — | — | — | — | US131 ×2Doppelplatin · (18 Wo.)US                                                                                                 | Erstveröffentlichung: 12. April 1975     |
| als Bob Seger & The Silver Bullet Band |                       | | | | | |                                          |
|                                        |                       | | | | | |                                          |
| 1976                                   | Night Moves           | — | — | — | — | US8 ×6Sechsfachplatin · (88 Wo.)US                                                                                                | Erstveröffentlichung: 22. Oktober 1976   |
| 1978                                   | Stranger in Town      | DE28 (17 Wo.)DE | — | — | UK31 Gold · (5 Wo.)UK | US4 ×6Sechsfachplatin · (110 Wo.)US                                                                                               | Erstveröffentlichung: 5. Mai 1978        |
| 1980                                   | Against the Wind      | DE17 (27 Wo.)DE | — | — | UK26 (6 Wo.)UK | US1 ×5Fünffachplatin · (110 Wo.)US                                                                                                | Erstveröffentlichung: 27. Februar 1980   |
| 1982                                   | The Distance          | DE16 (18 Wo.)DE | AT19 (2 Wo.)AT | — | UK45 (10 Wo.)UK | US5 Platin · (39 Wo.)US | Erstveröffentlichung: 13. Dezember 1982  |
| 1986                                   | Like a Rock           | DE53 (6 Wo.)DE | AT30 (2 Wo.)AT | CH17 (6 Wo.)CH | UK35 (6 Wo.)UK | US3 Platin · (62 Wo.)US | Erstveröffentlichung: 14. April 1986     |
| 1991                                   | The Fire Inside       | DE23 (12 Wo.)DE | AT33 (5 Wo.)AT | CH14 (8 Wo.)CH | UK54 (2 Wo.)UK | US7 Platin · (29 Wo.)US | Erstveröffentlichung: 27. August 1991    |
| 1995                                   | It’s a Mystery        | — | — | — | UK76 (1 Wo.)UK | US27 Gold · (24 Wo.)US | Erstveröffentlichung: 24. Oktober 1995   |
| als Bob Seger                          |                       | | | | | |                                          |
|                                        |                       | | | | | |                                          |
| 2006                                   | Face the Promise      | — | — | — | — | US4 Platin · (27 Wo.)US | Erstveröffentlichung: 12. September 2006 |
| 2014                                   | Ride Out              | — | — | — | — | US3 (11 Wo.)US | Erstveröffentlichung: 14. Oktober 2014   |
| 2017                                   | I Knew You When       | DE74 (1 Wo.)DE | — | CH87 (1 Wo.)CH | — | US25 (4 Wo.)US | Erstveröffentlichung: 17. November 2017  |

grau schraffiert: keine Chartdaten aus diesem Jahr verfügbar

### Livealben
| Jahr | Titel        | Höchstplatzierung, Gesamtwochen, AuszeichnungChartplatzierungen (Jahr, Titel, Platzierungen, Wochen, Auszeichnungen, Anmerkungen) | Höchstplatzierung, Gesamtwochen, AuszeichnungChartplatzierungen (Jahr, Titel, Platzierungen, Wochen, Auszeichnungen, Anmerkungen) | Höchstplatzierung, Gesamtwochen, AuszeichnungChartplatzierungen (Jahr, Titel, Platzierungen, Wochen, Auszeichnungen, Anmerkungen) | Höchstplatzierung, Gesamtwochen, AuszeichnungChartplatzierungen (Jahr, Titel, Platzierungen, Wochen, Auszeichnungen, Anmerkungen) | Höchstplatzierung, Gesamtwochen, AuszeichnungChartplatzierungen (Jahr, Titel, Platzierungen, Wochen, Auszeichnungen, Anmerkungen) | Anmerkungen                             |
| Jahr | Titel        | DE | AT | CH | UK | US | Anmerkungen                             |
| ---- | ------------ | --- | --- | --- | --- | --- | --------------------------------------- |
| 1976 | Live Bullet  | — | — | — | — | US34 ×5Fünffachplatin · (155 Wo.)US                                                                                               | Erstveröffentlichung: 12. April 1976    |
| 1981 | Nine Tonight | DE34 (6 Wo.)DE | — | — | UK24 (10 Wo.)UK | US3 ×4Vierfachplatin · (73 Wo.)US                                                                                                 | Erstveröffentlichung: 1. September 1981 |

grau schraffiert: keine Chartdaten aus diesem Jahr verfügbar

### Kompilationen
| Jahr | Titel                                                | Höchstplatzierung, Gesamtwochen, AuszeichnungChartplatzierungen (Jahr, Titel, Platzierungen, Wochen, Auszeichnungen, Anmerkungen) | Höchstplatzierung, Gesamtwochen, AuszeichnungChartplatzierungen (Jahr, Titel, Platzierungen, Wochen, Auszeichnungen, Anmerkungen) | Höchstplatzierung, Gesamtwochen, AuszeichnungChartplatzierungen (Jahr, Titel, Platzierungen, Wochen, Auszeichnungen, Anmerkungen) | Höchstplatzierung, Gesamtwochen, AuszeichnungChartplatzierungen (Jahr, Titel, Platzierungen, Wochen, Auszeichnungen, Anmerkungen) | Höchstplatzierung, Gesamtwochen, AuszeichnungChartplatzierungen (Jahr, Titel, Platzierungen, Wochen, Auszeichnungen, Anmerkungen) | Anmerkungen                             |
| Jahr | Titel                                                | DE | AT | CH | UK | US | Anmerkungen                             |
| ---- | ---------------------------------------------------- | --- | --- | --- | --- | --- | --------------------------------------- |
| 1979 | The Bob Seger Collection                             | — | — | — | — | — | Erstveröffentlichung: 1979              |
| 1994 | Greatest Hits                                        | DE49 (9 Wo.)DE | — | CH46 (2 Wo.)CH | UK6 Gold · (14 Wo.)UK | US8 Diamant · (546 Wo.)US | Erstveröffentlichung: 14. Oktober 1994  |
| 2003 | Greatest Hits 2                                      | — | — | — | — | US23 Platin · (26 Wo.)US | Erstveröffentlichung: 4. November 2003  |
| 2009 | Early Seger Vol. 1                                   | — | — | — | — | — | Erstveröffentlichung: 24. November 2009 |
| 2011 | Ultimate Hits: Rock and Roll Never Forgets           | DE53 (2 Wo.)DE | — | — | UK28 Gold · (3 Wo.)UK | US19 Platin · (109 Wo.)US | Erstveröffentlichung: 21. November 2011 |
| 2018 | Heavy Music: The Complete Cameo Recordings 1966–1967 | — | — | — | — | — | Erstveröffentlichung: 7. September 2018 |

grau schraffiert: keine Chartdaten aus diesem Jahr verfügbar

## Singles
| Jahr | Titel Album                                     | Höchstplatzierung, Gesamtwochen, AuszeichnungChartplatzierungen (Jahr, Titel, Album, Platzierungen, Wochen, Auszeichnungen, Anmerkungen) | Höchstplatzierung, Gesamtwochen, AuszeichnungChartplatzierungen (Jahr, Titel, Album, Platzierungen, Wochen, Auszeichnungen, Anmerkungen) | Höchstplatzierung, Gesamtwochen, AuszeichnungChartplatzierungen (Jahr, Titel, Album, Platzierungen, Wochen, Auszeichnungen, Anmerkungen) | Höchstplatzierung, Gesamtwochen, AuszeichnungChartplatzierungen (Jahr, Titel, Album, Platzierungen, Wochen, Auszeichnungen, Anmerkungen) | Höchstplatzierung, Gesamtwochen, AuszeichnungChartplatzierungen (Jahr, Titel, Album, Platzierungen, Wochen, Auszeichnungen, Anmerkungen) | Anmerkungen                                                      |
| Jahr | Titel Album                                     | DE | AT | CH | UK | US | Anmerkungen                                                      |
| ---- | ----------------------------------------------- | --- | --- | --- | --- | --- | ---------------------------------------------------------------- |
| 1968 | Ramblin’ Gamblin’ Man                           | — | — | — | — | US17 (14 Wo.)US | Erstveröffentlichung: Oktober 1968                               |
| 1969 | Ivory Ramblin’ Gamblin’ Man                     | — | — | — | — | US97 (1 Wo.)US | Erstveröffentlichung: März 1969                                  |
| 1970 | Lucifer Mongrel                                 | — | — | — | — | US84 (6 Wo.)US | Erstveröffentlichung: März 1970                                  |
| 1971 | Lookin’ Back –                                  | — | — | — | — | US96 (2 Wo.)US | Erstveröffentlichung: Oktober 1971                               |
| 1972 | If I Were a Carpenter Smokin’ O.P.’s            | — | — | — | — | US76 (8 Wo.)US | Erstveröffentlichung: Juni 1972                                  |
| 1974 | Get Out of Denver Seven                         | — | — | — | — | US80 (4 Wo.)US | Erstveröffentlichung: Juli 1974                                  |
| 1975 | Katmandu Beautiful Loser                        | — | — | — | — | US43 (11 Wo.)US | Erstveröffentlichung: Juli 1975                                  |
| 1976 | Nutbush City Limits Live Bullet                 | — | — | — | — | US69 (4 Wo.)US | Erstveröffentlichung: Mai 1976                                   |
| 1976 | Night Moves                                     | — | — | — | UK45 (3 Wo.)UK | US4 ×2Doppelplatin · (21 Wo.)US | Erstveröffentlichung: Dezember 1976                              |
| 1977 | Mainstreet Night Moves                          | — | — | — | — | US24 Gold · (10 Wo.)US | Erstveröffentlichung: April 1977                                 |
| 1977 | Rock and Roll Never Forgets Night Moves         | — | — | — | — | US41 (8 Wo.)US | Erstveröffentlichung: Juni 1977                                  |
| 1978 | Still the Same Stranger in Town                 | DE30 (13 Wo.)DE | AT18 (8 Wo.)AT | — | — | US4 Gold · (18 Wo.)US | Erstveröffentlichung: April 1978                                 |
| 1978 | Hollywood Nights Stranger in Town               | — | — | — | UK42 (11 Wo.)UK | US12 Gold · (13 Wo.)US | Erstveröffentlichung: Juli 1978                                  |
| 1978 | We’ve Got Tonite Stranger in Town               | — | — | — | UK22 (15 Wo.)UK | US13 Gold · (17 Wo.)US | Erstveröffentlichung: Oktober 1978 Verkäufe: + 500.000           |
| 1979 | Old Time Rock and Roll Stranger in Town         | — | — | — | UK— SilberUK | US28 ×2Doppelplatin · (22 Wo.)US | Erstveröffentlichung: 28. Februar 1979                           |
| 1980 | Fire Lake Against the Wind                      | — | — | — | — | US6 (16 Wo.)US | Erstveröffentlichung: Januar 1980                                |
| 1980 | Against the Wind                                | — | — | — | — | US5 Platin · (17 Wo.)US | Erstveröffentlichung: April 1980                                 |
| 1980 | You’ll Accomp’ny Me Against the Wind            | — | — | — | — | US14 (16 Wo.)US | Erstveröffentlichung: Juli 1980                                  |
| 1980 | The Horizontal Bop Against the Wind             | — | — | — | — | US42 (12 Wo.)US | Erstveröffentlichung: Oktober 1980                               |
| 1981 | Tryin’ to Live My Life Without You Nine Tonight | — | — | — | — | US5 (19 Wo.)US | Erstveröffentlichung: August 1981                                |
| 1981 | Feel Like a Number Nine Tonight                 | — | — | — | — | US48 (8 Wo.)US | Erstveröffentlichung: Dezember 1981                              |
| 1982 | Shame on the Moon The Distance                  | DE50 (6 Wo.)DE | — | — | — | US2 (21 Wo.)US | Erstveröffentlichung: Dezember 1982                              |
| 1983 | Even Now The Distance                           | — | — | — | UK73 (4 Wo.)UK | US12 (12 Wo.)US | Erstveröffentlichung: März 1983                                  |
| 1983 | Roll Me Away The Distance                       | — | — | — | — | US27 (10 Wo.)US | Erstveröffentlichung: Mai 1983                                   |
| 1984 | Understanding Die Aufsässigen (O.S.T.)          | — | — | — | — | US17 (15 Wo.)US | Erstveröffentlichung: Oktober 1984                               |
| 1986 | American Storm Like a Rock                      | — | — | — | UK77 (2 Wo.)UK | US13 (14 Wo.)US | Erstveröffentlichung: März 1986                                  |
| 1986 | Like a Rock                                     | — | — | — | — | US12 (13 Wo.)US | Erstveröffentlichung: Mai 1986                                   |
| 1986 | It’s You Like a Rock                            | — | — | — | — | US52 (9 Wo.)US | Erstveröffentlichung: August 1986                                |
| 1986 | Miami Like a Rock                               | — | — | — | — | US70 (9 Wo.)US | Erstveröffentlichung: November 1986                              |
| 1987 | Shakedown Beverly Hills Cop II (O.S.T.)         | DE60 (3 Wo.)DE | — | — | UK88 (5 Wo.)UK | US1 (18 Wo.)US | Erstveröffentlichung: Mai 1987                                   |
| 1991 | The Real Love The Fire Inside                   | DE51 (19 Wo.)DE | — | CH27 (2 Wo.)CH | — | US24 (11 Wo.)US | Erstveröffentlichung: August 1991                                |
| 1991 | The Fire Inside                                 | DE54 (10 Wo.)DE | — | — | — | — | Erstveröffentlichung: Dezember 1991                              |
| 1996 | Lock and Load It’s a Mystery                    | — | — | — | UK57 (2 Wo.)UK | — | Erstveröffentlichung: Januar 1996                                |
| 2005 | Landing in London Seventeen Days                | DE79 (3 Wo.)DE | — | — | — | — | Erstveröffentlichung: 20. Juni 2005 3 Doors Down feat. Bob Seger |

grau schraffiert: keine Chartdaten aus diesem Jahr verfügbar

## Statistik

### Chartauswertung
|                     | DE    | AT    | CH    | UK    | US     |
| ------------------- | ----- | ----- | ----- | ----- | ------ |
| Nummer-eins-Alben   | DE—DE | AT—AT | CH—CH | UK—UK | US1US  |
| Top-10-Alben        | DE—DE | AT—AT | CH—CH | UK1UK | US10US |
| Alben in den Charts | DE9DE | AT3AT | CH4CH | UK9UK | US20US |

|                       | DE    | AT    | CH    | UK    | US     |
| --------------------- | ----- | ----- | ----- | ----- | ------ |
| Nummer-eins-Singles   | DE—DE | AT—AT | CH—CH | UK—UK | US1US  |
| Top-10-Singles        | DE—DE | AT—AT | CH—CH | UK—UK | US7US  |
| Singles in den Charts | DE6DE | AT1AT | CH1CH | UK7UK | US32US |

### Auszeichnungen für Musikverkäufe
| Goldene Schallplatte - Australien - 2012: für das Album Ultimate Hits: Rock and Roll Never Forgets - Kanada - 1996: für das Album It’s a Mystery - 2006: für das Album Face the Promise Platin-Schallplatte - Australien - 1995: für das Album Greatest Hits - Kanada - 1981: für das Album Nine Tonight - 1991: für das Album The Fire Inside - 2012: für das Album Ultimate Hits: Rock and Roll Never Forgets - 2017: für das Album Icon - Vereinigte Staaten - 2022: für das Lied Turn the Page | 2× Platin-Schallplatte - Kanada - 1983: für das Album Live Bullet - 1983: für das Album The Distance - 1986: für das Album Like a Rock - Neuseeland - 1979: für das Album Stranger in Town - 2023: für das Album Ultimate Hits: Rock and Roll Never Forgets - 2024: für die Single Old Time Rock and Roll 3× Platin-Schallplatte - Kanada - 1979: für das Album Night Moves - 1995: für das Album Greatest Hits - Neuseeland - 1995: für das Album Greatest Hits | 4× Platin-Schallplatte - Kanada - 1983: für das Album Stranger in Town 5× Platin-Schallplatte - Kanada - 1982: für das Album Against the Wind |

Anmerkung: Auszeichnungen in Ländern aus den Charttabellen bzw. Chartboxen sind in ebendiesen zu finden.
| Land/RegionAuszeichnungen für Musikverkäufe (Land/Region, Auszeichnungen, Verkäufe, Quellen) | Silber  | Gold       | Platin       | Diamant  | Verkäufe   | Quellen          |
| -------------------------------------------------------------------------------------------- | ------- | ---------- | ------------ | -------- | ---------- | ---------------- |
| Australien (ARIA)                                                                            | —       | 2× Gold2   | —            | —        | 70.000     | aria.com.au      |
| Kanada (MC)                                                                                  | —       | 2× Gold2   | 25× Platin25 | —        | 2.560.000  | musiccanada.com  |
| Neuseeland (RMNZ)                                                                            | —       | —          | 9× Platin9   | —        | 175.000    | radioscope.co.nz |
| Vereinigte Staaten (RIAA)                                                                    | —       | 5× Gold5   | 40× Platin40 | Diamant1 | 52.500.000 | riaa.com         |
| Vereinigtes Königreich (BPI)                                                                 | Silber1 | 3× Gold3   | —            | —        | 500.000    | bpi.co.uk        |
| Insgesamt                                                                                    | Silber1 | 12× Gold12 | 74× Platin74 | Diamant1 |            |                  |